# Chapelle Saint-Cadou de Kerzinaou
La chapelle Saint-Cadou de Kerzinaou est située à Gouesnach, en France.

## Localisation
La chapelle est située sur le territoire de la commune de Gouesnach, au lieu-dit Hent Saint Kadou, dans le département du Finistère, en région Bretagne.

## Description
La chapelle est un édifice de la fin du XVe siècle construit en granit et couvert d'ardoises. Elle se compose d'une nef, d'un transept et d'une abside rectangulaire. La façade ouest est surmontée d'un clocheton. Cette façade est percée d'une porte avec anse de panier et accolade. Les grandes fenêtres à meneaux sont de forme ogivale. Les rampants des pignons sont ornés de crochets et d'amortissements sculptés représentant des animaux. Du côté nord, une figure de lutteur pourrait représenter Saint-Cado. Au nord de la nef se trouve la sacristie du XVIe siècle percée d'une fenêtre Renaissance. Près de la chapelle se trouve un petit oratoire du XVIe siècle. Sur les trois faces ouvertes, un mur bahut forme clôture. Un calvaire est adossé à l'oratoire, au-dessus de trois gradins. Le Christ et cinq anges subsistent. Au bas du placître est construite une fontaine du XVe siècle, abritée sous une arcade en anse de panier.

## Historique
La chapelle est classée au titre des monuments historiques par les arrêtés du 27 mars 1922 et du 1er mai 1922.

## Galerie

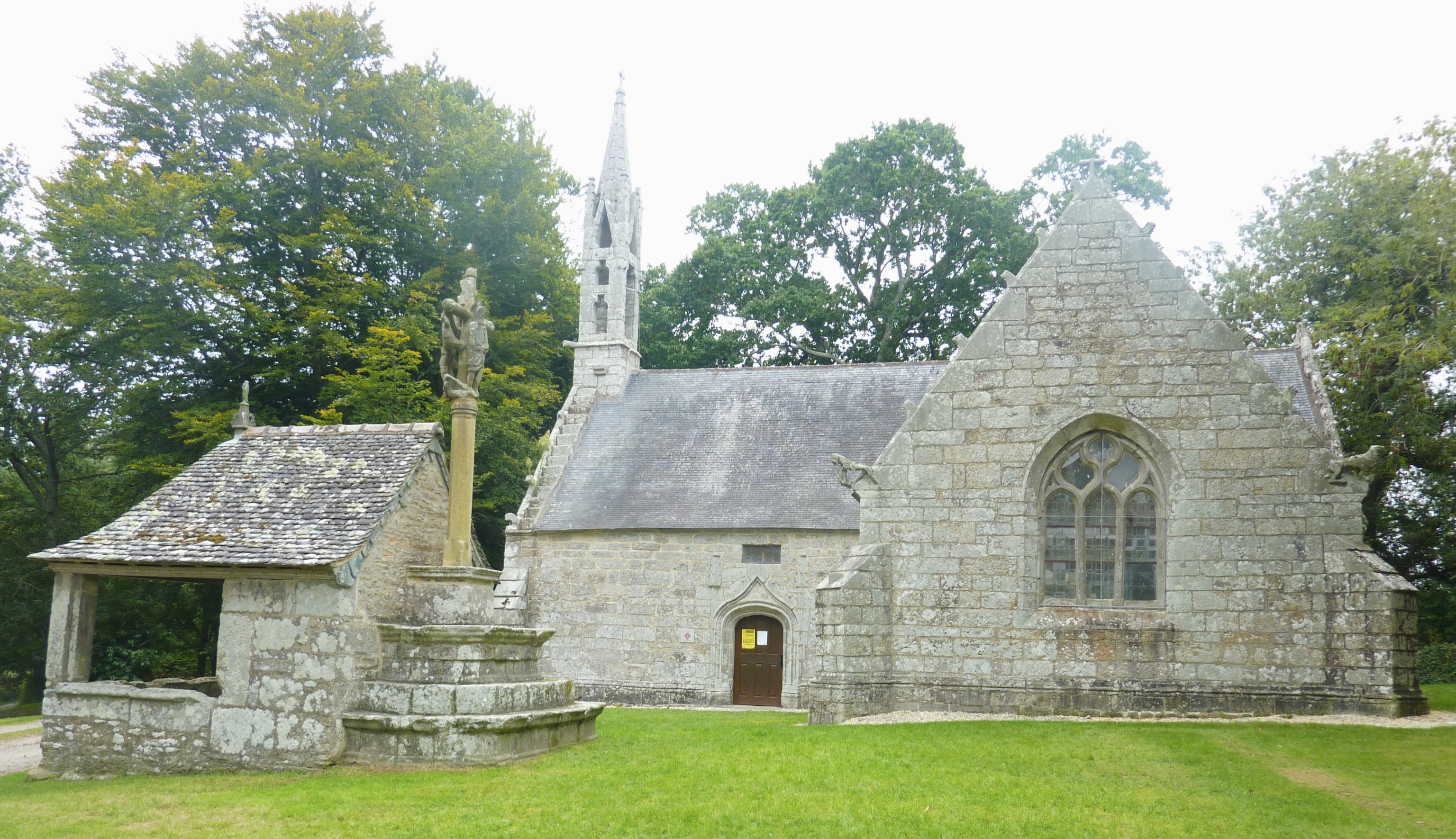
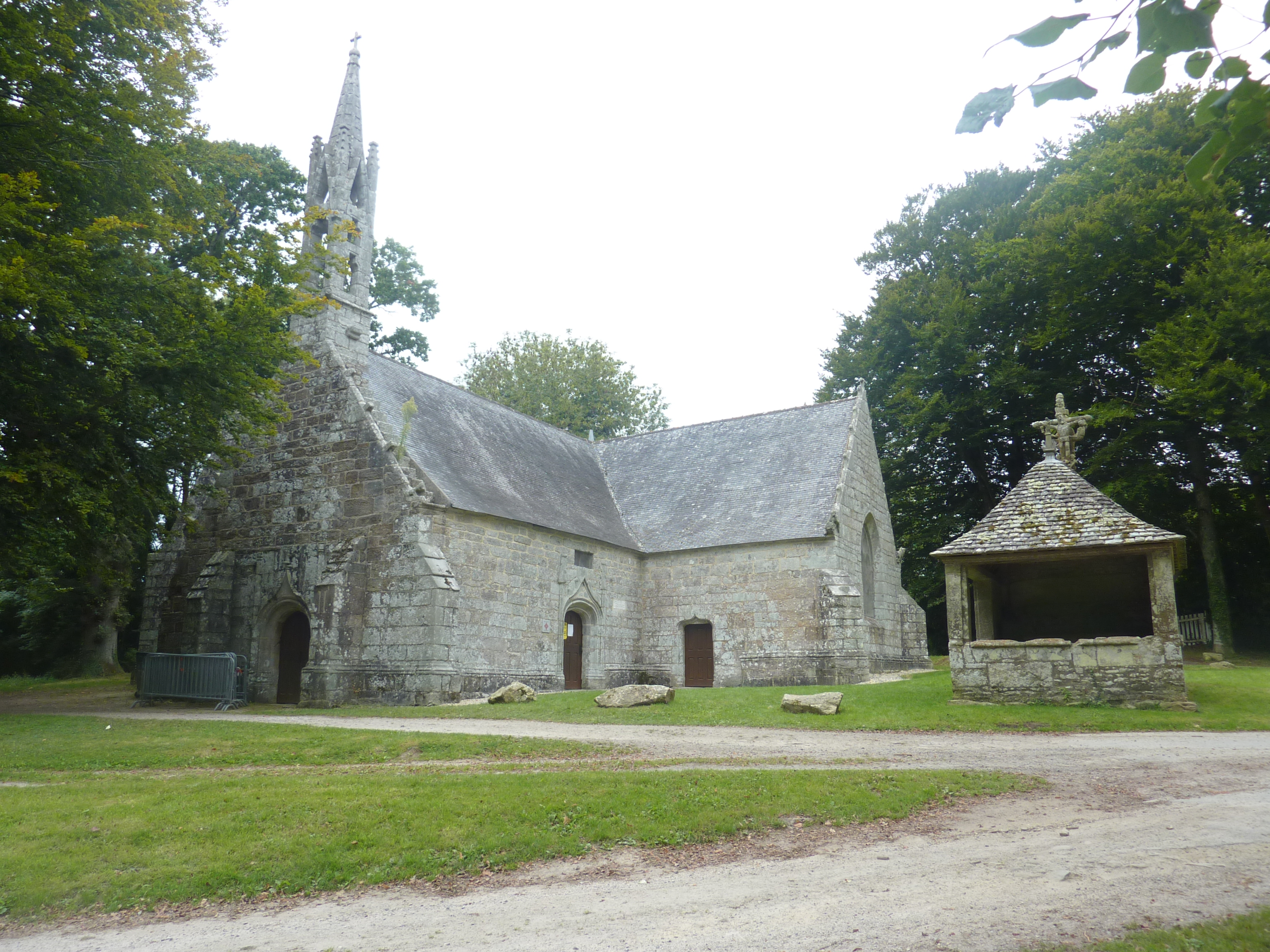
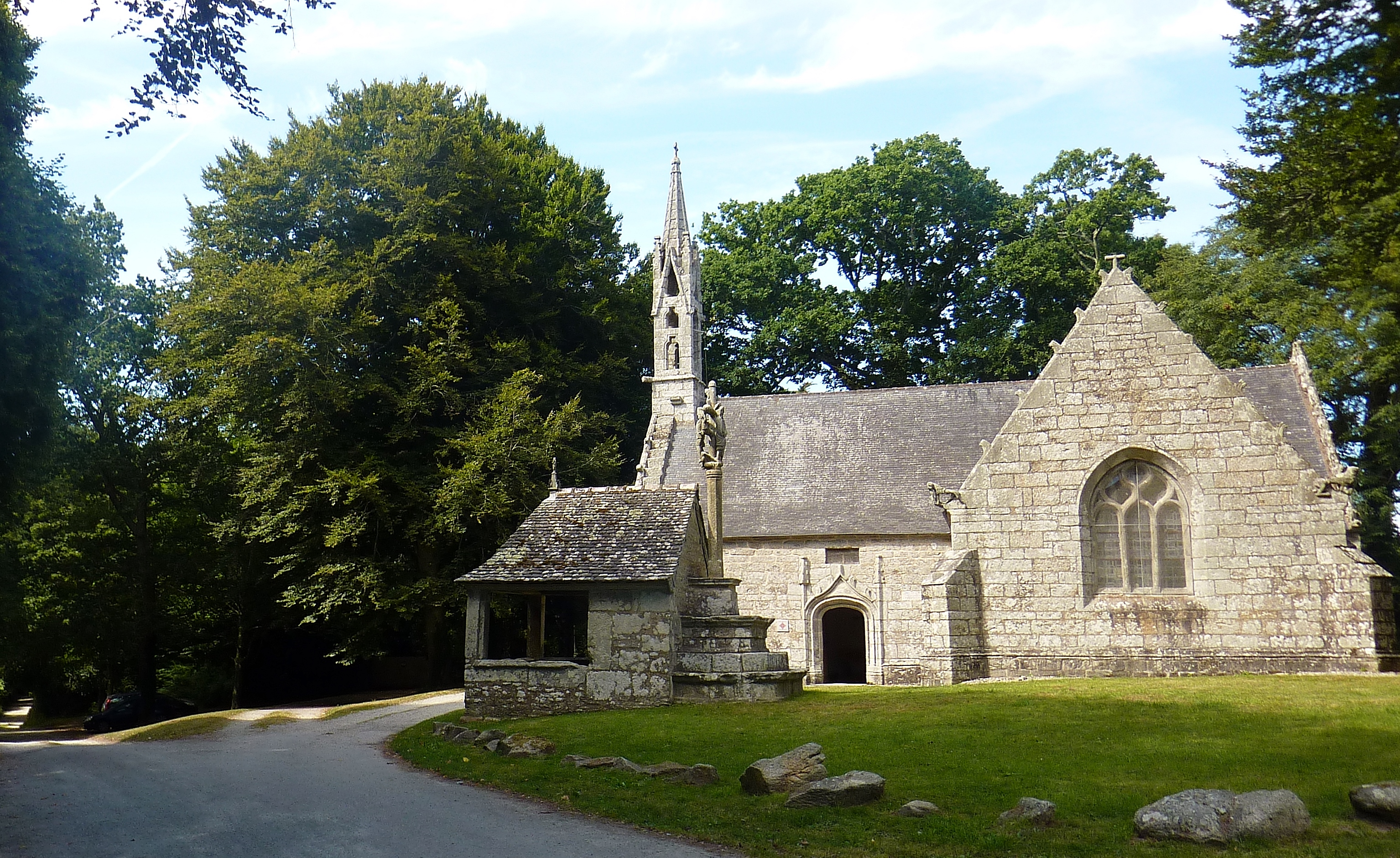
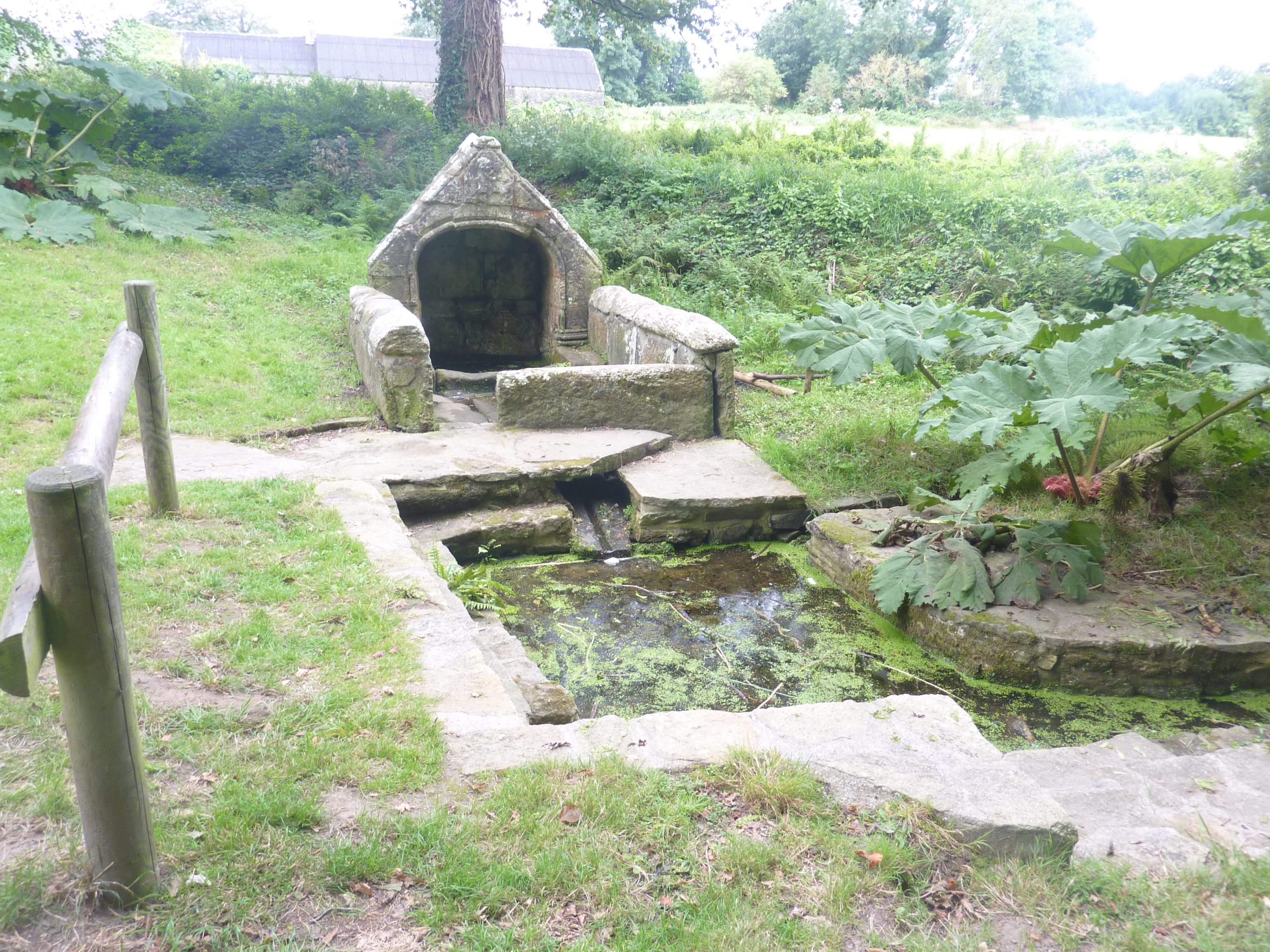
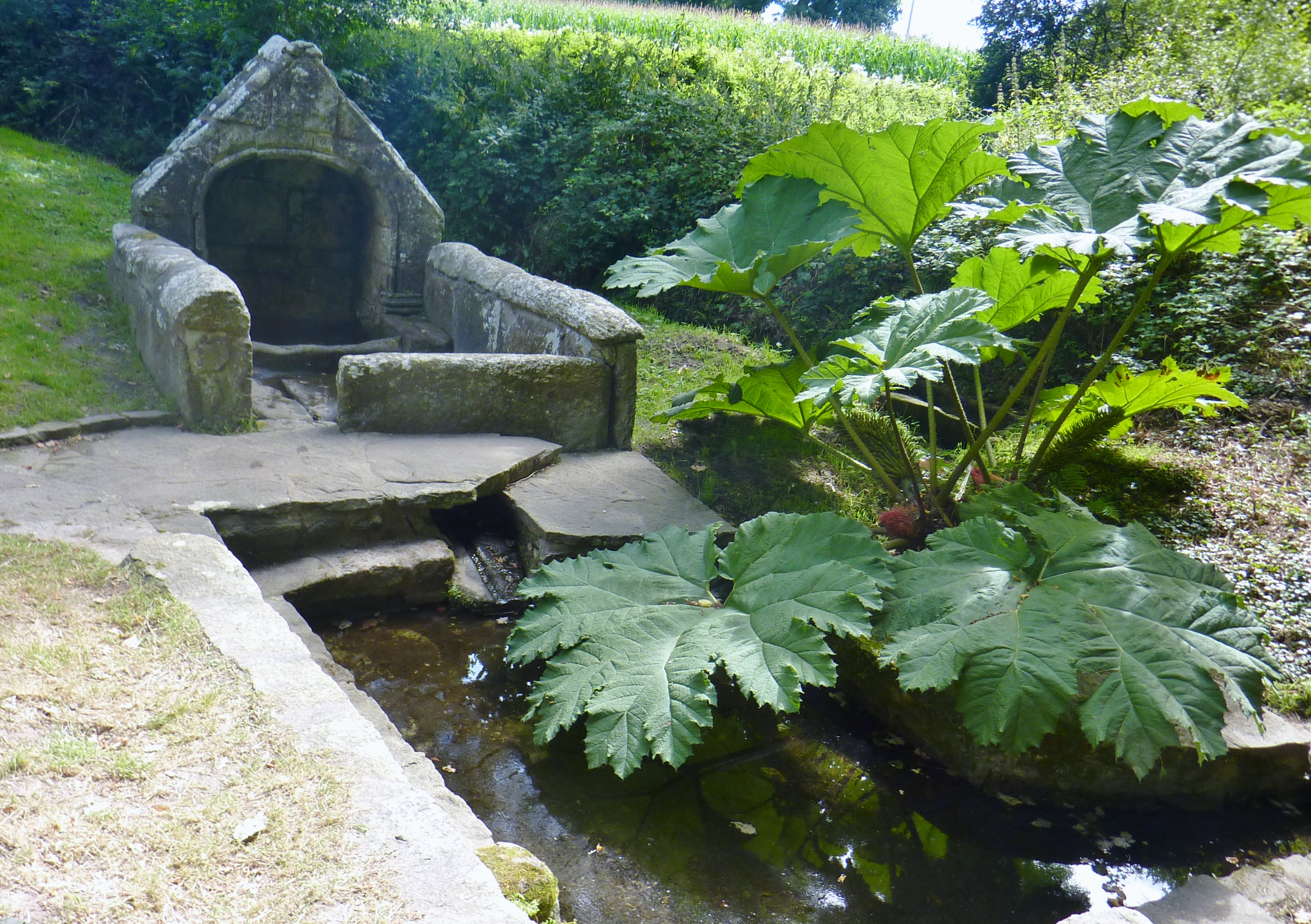
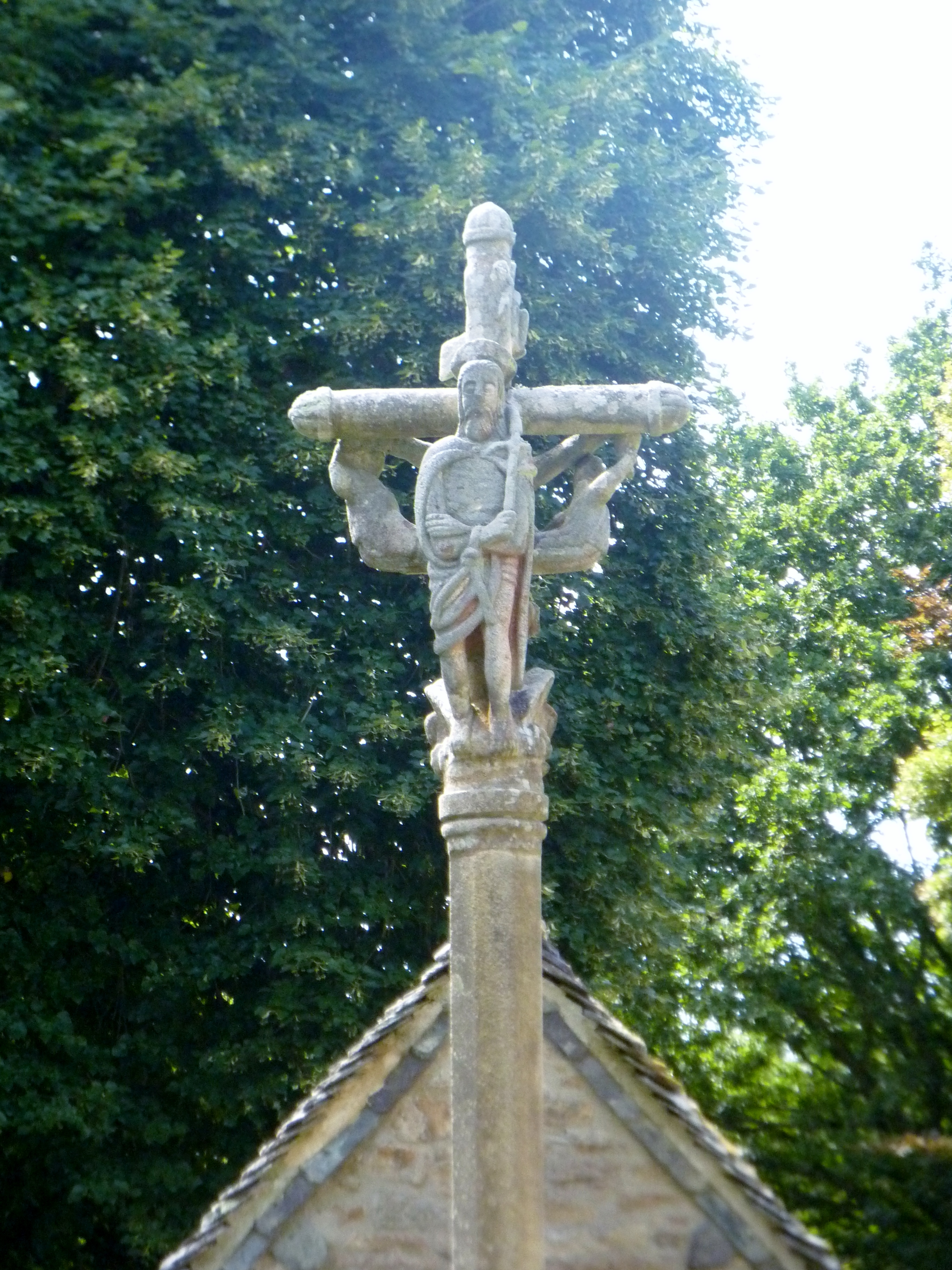
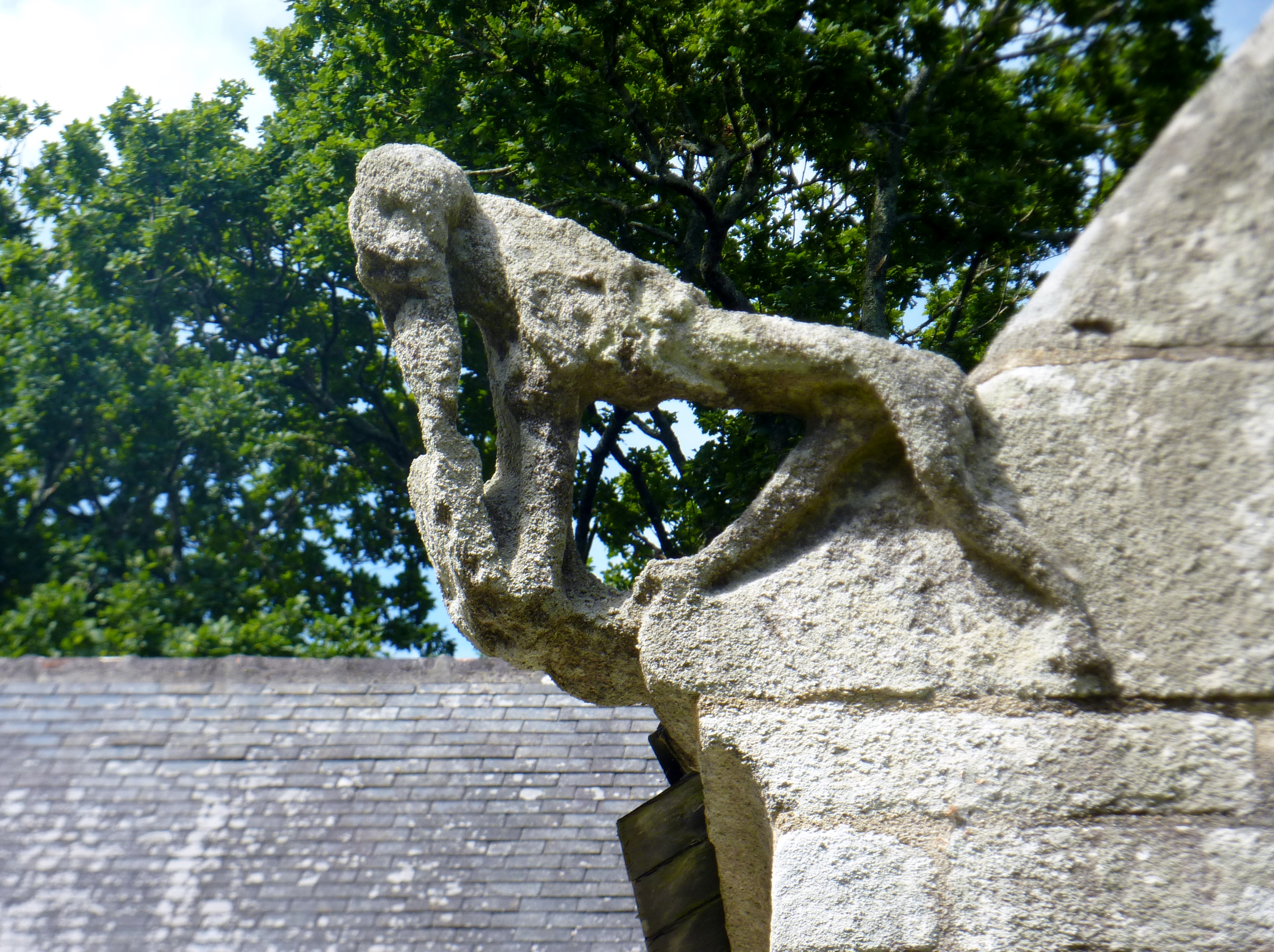
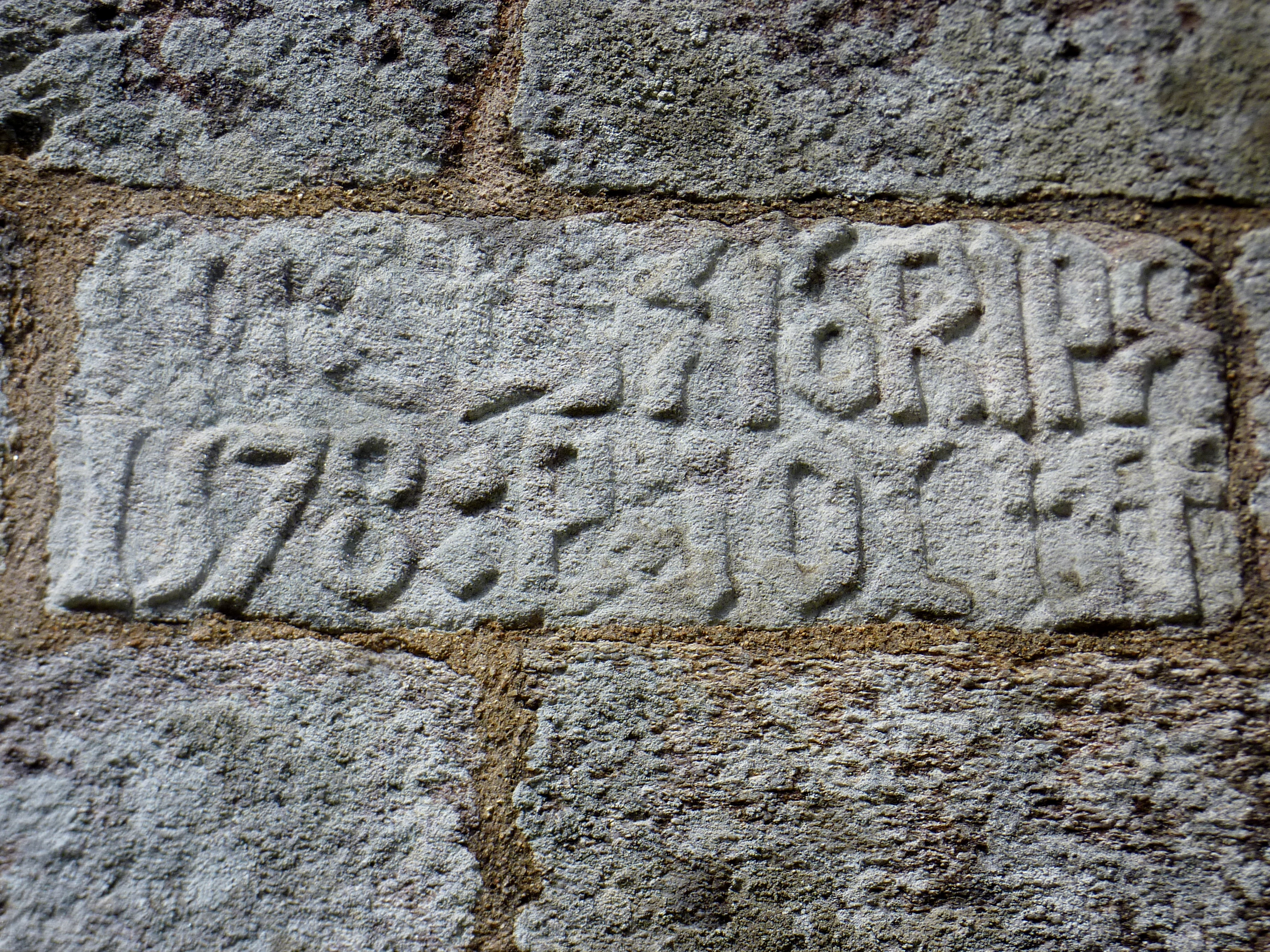
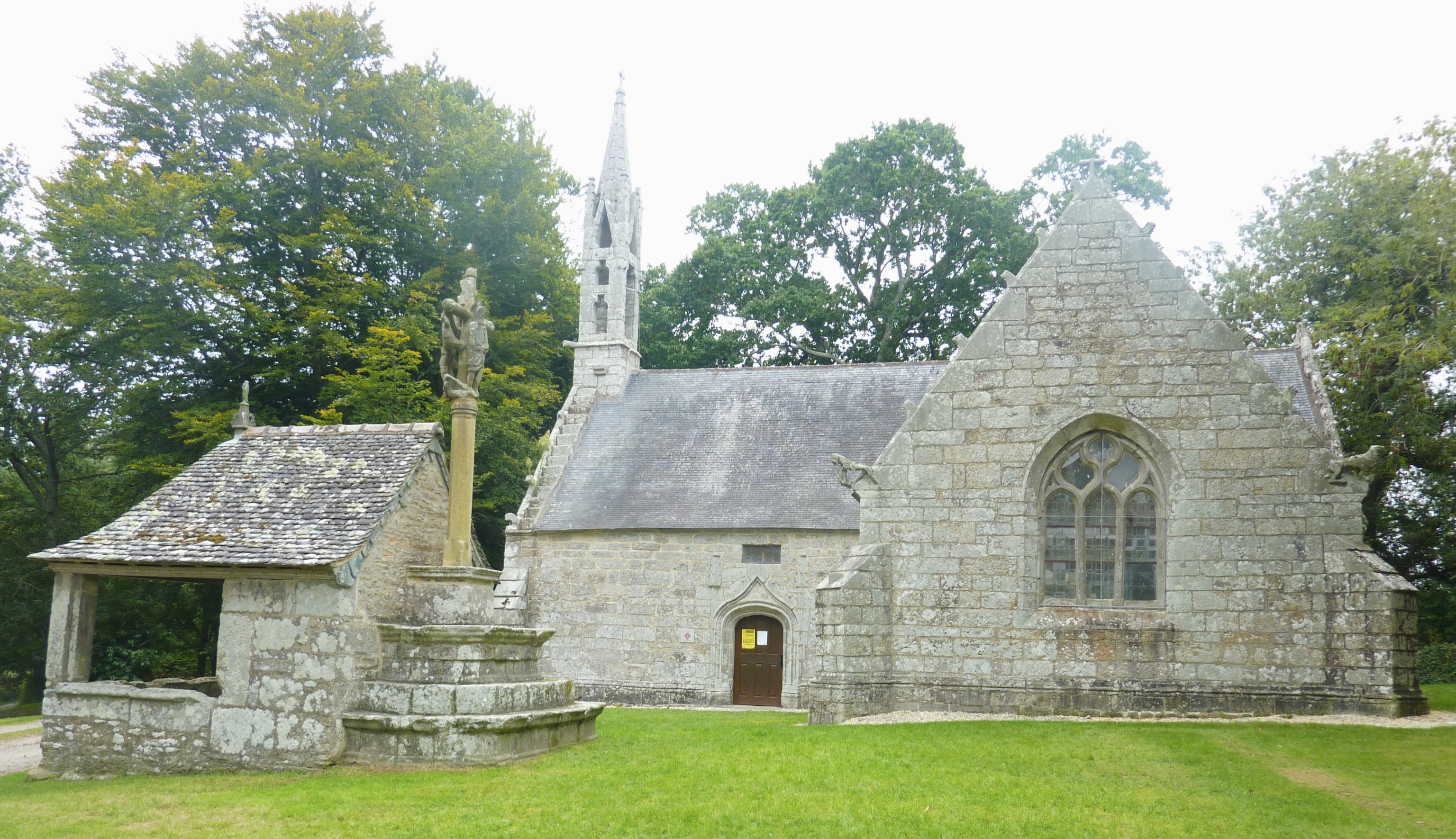
La chapelle Saint-Cadou et son placître.
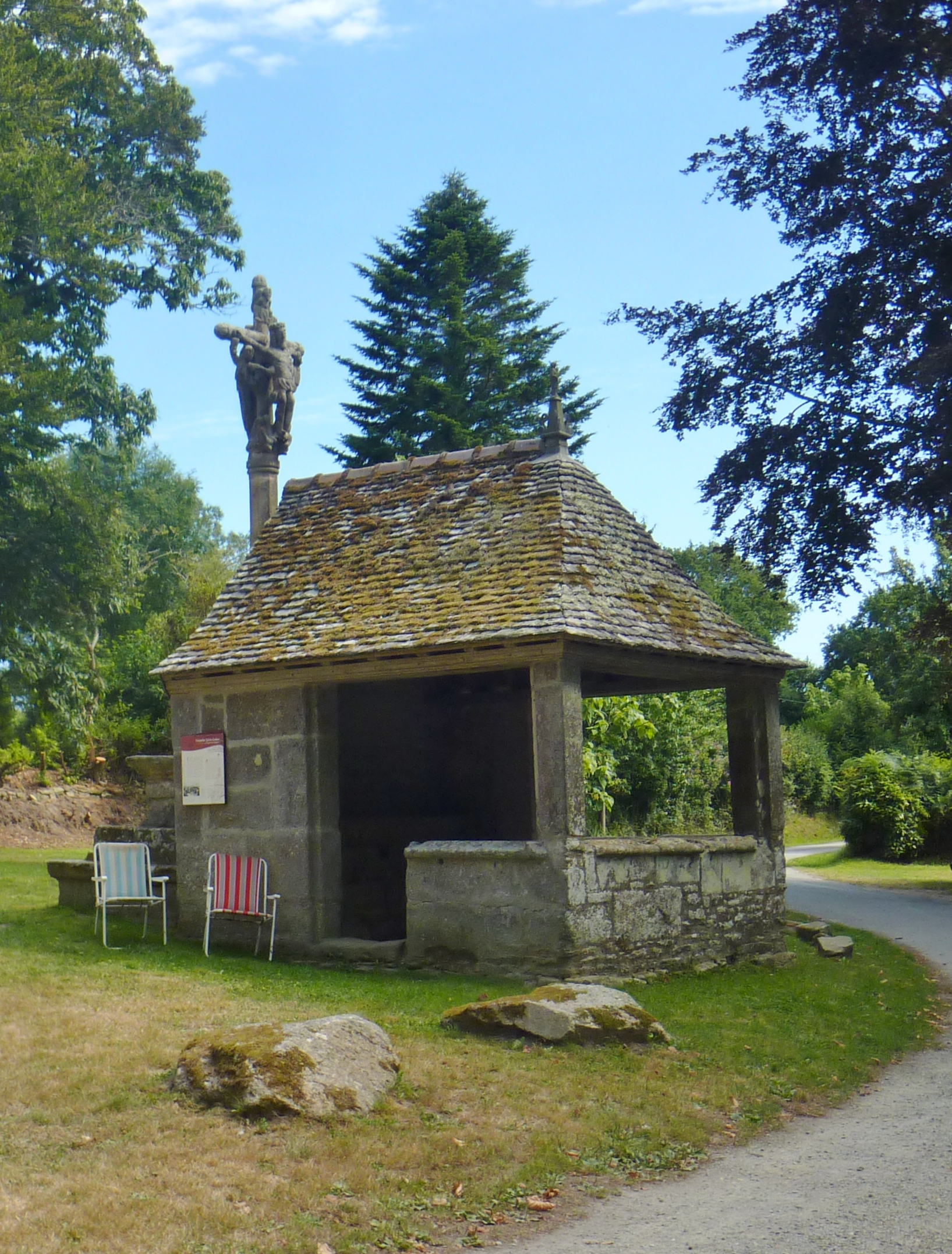
Gouesnach : chapelle Saint-Cadou, oratoire de Saint-Herbot.
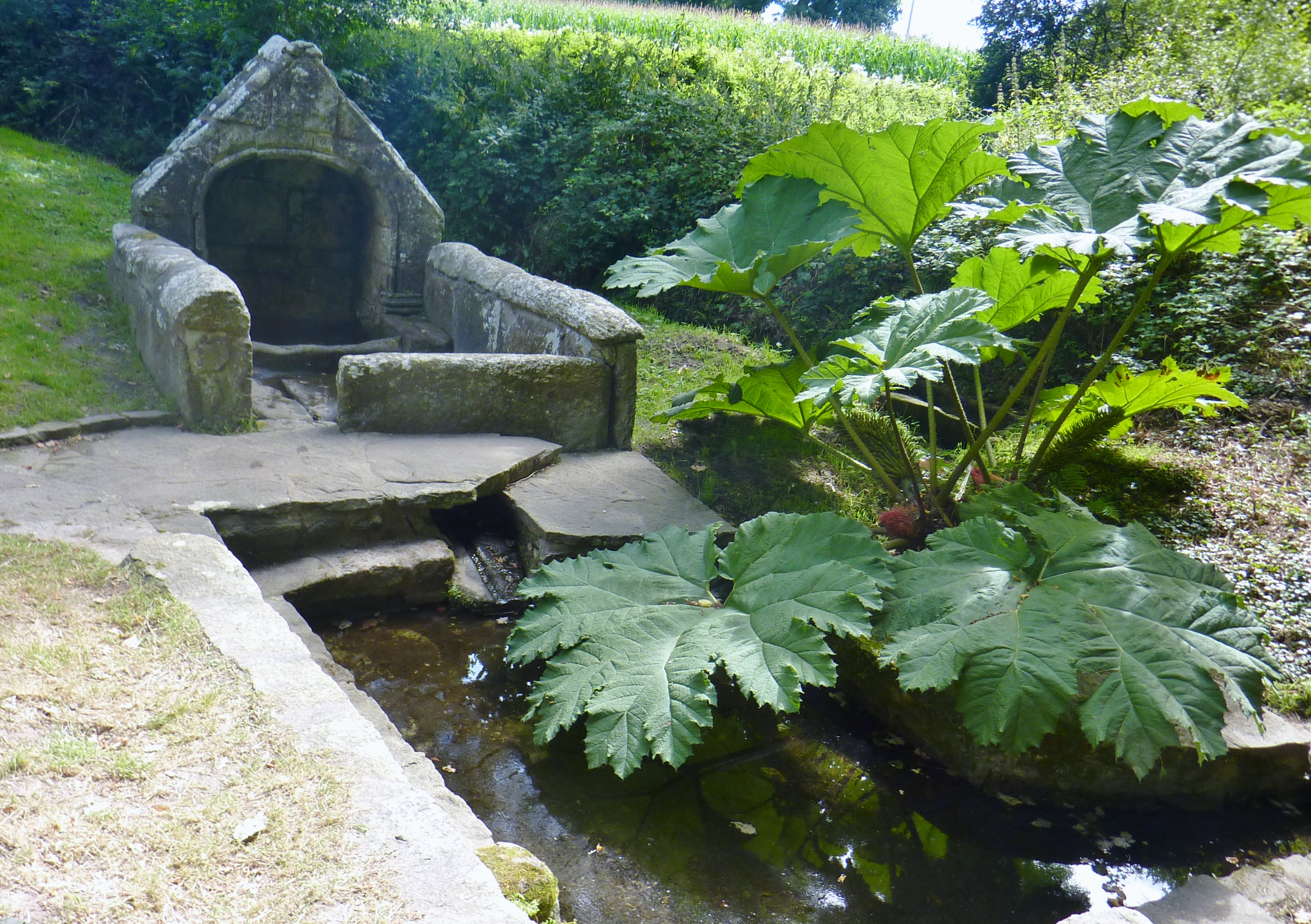
Gouesnach : la fontaine de Saint-Cadou.
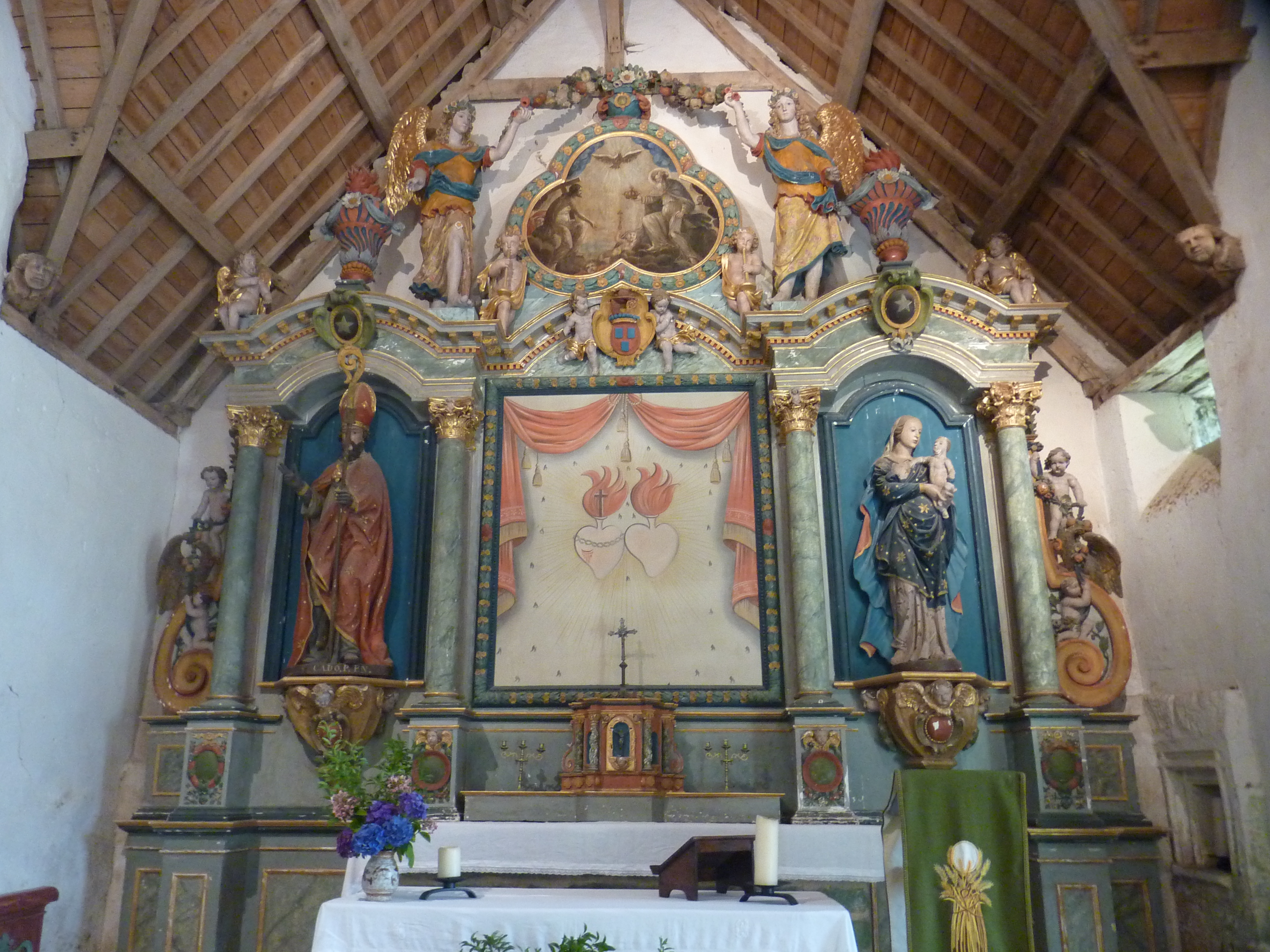
Gouesnach : chapelle Saint-Cadou, le retable du maître-autel.
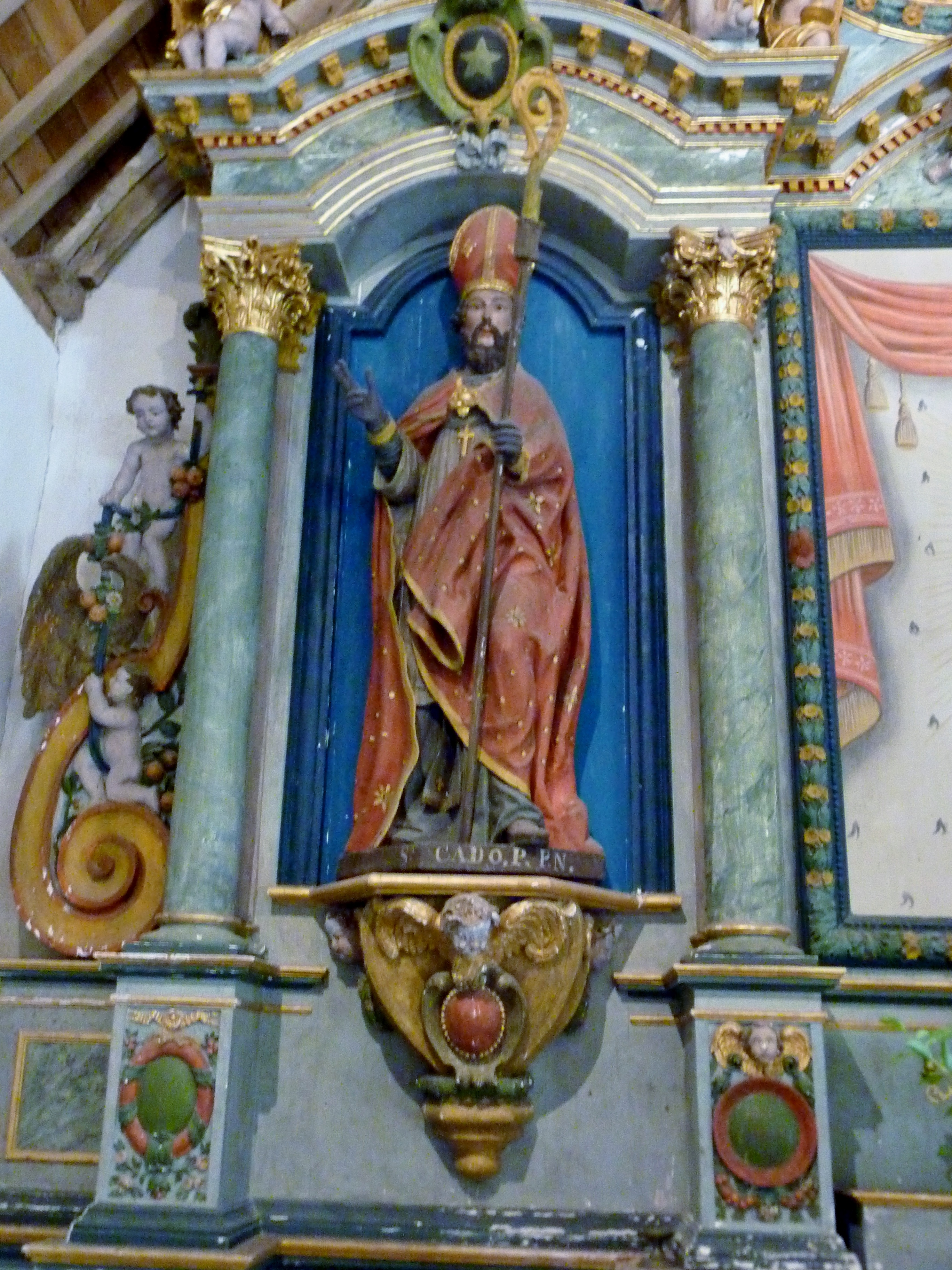
Gouesnach : chapelle Saint-Cadou, statue de saint Cadou.